# Andreas Lutz (Zimmerer)
Andreas Lutz (vollständiger Name Heinrich Richard Andreas Jakob Lutz; kurz auch Heinrich Jakob Lutz genannt; * 7. Oktober 1728 in Hannover; † 5. Februar 1794 ebenda) war ein deutscher Zimmermann und Hoflieferant-Zimmermeister.

## Leben
Andreas Lutz war der Sohn des Zimmermeisters Johann Erhard Lutz aus Vaihingen und Vater des späteren Zimmermeisters Andreas Jakob Lutz. Dieser heiratete Louisa Agnesa Wiesener und hatte mit ihr 7 Söhne und 7 Töchter.
Andreas Lutz bebaute in Hannover mehrere Grundstücke und verkaufte sie anschließend mit Gewinn. 1763 wurde er zum Hofzimmermeister ernannt.
Nach seinem Tod 1794 wurde er auf dem Gartenfriedhof bestattet. „Die Seinigen“ ließen an seinem Grab einen klassischen Obelisken errichten. Dieser Grabstein trug die Aufschrift

„Heinr. Andre

as Jakob Lutz“

Durch die missverständliche Silbentrennung im Namen „Andre -as“ wurde das Grabmal im Volksmund als „Menschenfresser-Grab“ benannt.